# Pingyao
Pingyao (kineski: 平遥, pinyin: Píngyáo) je grad i istoimena općina u središnjoj pokrajini Shanxi, Kina. Nalazi se na obali rijeke Fen, na jugozapadnoj ivici doline Taiyuan, 715 km od Pekinga i 80 km od glavnog grada pokrajine, Taiyuana. Tijekom dinastije Ming (1365. – 1644.) Pingyao je bio financijsko središte Kine, te je u njemu izgrađeno mnogo vrijednih kulturnih i povijesnih spomenika, kao što je su izvrsno sačuvane gradske zidine. Zbog toga je Stari grad Pingyao upisan na UNESCO-ov popis mjesta svjetske baštine u Aziji od 1997. god. kao „izvrsno sačuvan primjer Han grada u kojemu se ogleda evolucija arhitektonskih stilova i urbanističkog planiranja carske Kine tijekom 8. stoljeća”.

## Zemljopis
Pingyao se nalazi na istočnoj obali rijeke Fen He, jedne od pritoka Huang Hea, na jugozapadnm rubu sjeverne kineske nizine i na prijelazu iz bazena Taiyuan u poplavnom području rijeka Hui Ji i Liu Gen. Klima je kontinentalna, s dugim hladnim zimama i blagim do toplim ljetima. Grad je oko 100 km južno od glavnog grada pokrajine, Taiyuana i 715 km jugozapadno od Pekinga.

## Povijest
Ovo područje je u Razdoblju proljeća i jeseni (771. – 403. pr. Kr.) kineske povijesti pripadalo državi Jin, a tijekom Razdoblja zaraćenih država (475. – 225. pr. Kr.) državi Zhao. Tijekom dinastije Qin nastao je grad Pingtao, a za dinastije Han ovo područje je bilo županija Zhongdu.
Car Hongwu je u trećoj godini svoje vladavine (1370.) dao izgraditi gradske zidine Pingyaoa koje su duge 6 km i visoke 12 m, s jarkom 4 m širokim i isto toliko dubokim. 
Tijekom dinastije Qing Pingyao je postao financijsko središte Kine, i tada je u gradu izgrađeno 20 financijskih ustanova, što je bilo pola od ukupnog broja u Kini. Rishengchang, koja je kontrolirala 50% trgovine srebrom, se smatra za najstariju banku u Kini, a propala je 1914. godine zbog pojave velikog broja modernih banaka.
Dolaskom velikog broja turista ugržene su i gradske zidine Pingyaoa jer su tijekom turističke sezone na zidinama boravilo tri puta više ljudi od maksimalnog kapaciteta. Od 2007. godine neprofitna organizacija Global Heritage Fund (GHF), u suradnji sa županijskom vladom Pingyaoa, djeluje kako bi se sačuvala narodna arhitektura grada, ustanovila povijesna područja i kako bi se oživjeli tradicionalni obrti.

## Znamenitosti
Pingyao je izvanredan primjer grada kineskog naroda Han koji još uvijek ima plan koji je nastao za dinastija Ming i Qing (14. – 20. st.). Na više od 300 lokaliteta nalaze se stare građevine ili ruševine, a sačuvanih građevina iz razdoblja dinastija Ming i Qing ima oko 4.000. Stare ulice su također zadržale svoj izvorni izgled. 
Gradske zidine Pingyaoa na sva četiri kuta ima velike tornjeve, a između njih još 72 manja stražarska tornja i više od 3.000 kruna s ambrazurama. Zbog toga je Pingyao prozvan „Grad-kornjača”. One se smatraju za najbolje sačuvane zidine ove veličine u Kini, odmah uz Kineski zid.
- Gradske zidine
- Konfucijev hram u Pingyaou
- Hram Shuanglin
- Skulptura u Shaolinskom hramu
- Unutarnje dvorište kuće Jingyi

## Vanjske poveznice
- Službena stranica grada  Arhivirana inačica izvorne stranice od 17. rujna 2009. (Wayback Machine) (engl.)